# Mario Filonardi
Pour les articles homonymes, voir Filonardi.
Mario Filonardi parfois francisé en Marius Philonardi est un ecclésiastique italien qui fut archevêque d'Avignon de 1624 à sa mort.

## Biographie
Mario Filonardi fils de Scipione et de Brigida Ambrosi nait sans doute à Rome dans la seconde moitié du XVIe siècle. Il est issu d'une famille noble du Latium, originaire de Bauco dans le diocèse de Boville Ernica fortement impliquée dans l'administration du Saint Siège : frère du cardinal cardinal Filippo Filonardi († 1622) , nommé par le pape Paul V, d'Alessandro Filonardi, évêque d'Aquino (1615-1645), l'arrière-petit-neveu du cardinal Ennio Filonardi († 1549) et le grand-oncle du cardinal Giovanni Battista Bussi († 1726).
Accesseur du tribunal du Saint Office, en 1616 il devient chanoine de Saint-Pierre de Rome en succession de son frère Paolo Emilio. En 1620 il est « referendarius utriusque signaturae », le pape Grégoire XIV le désigne comme « Examinateur des évêques » et Urbain VIII le nomme archevêque d'Avignon en 1624 et il est consacré par le cardinal Scipione Caffarelli-Borghese Légat pontifical à Avignon, avec comme co-consécrateurs Attilio Amalteo (it) et Denis-Simon de Marquemont. Nommé Vice-légat pontifical dans le comtat venaissin de 1629 à 1634 fonction déjà précédemment occupée par son frère Filippo Filonardi, il est désigné le 15 mars 1635, toujours par Urbain VIII comme nonce apostolique à la cour de Ladislas IV Vasa dans le royaume de Pologne où il déploie une intense activité diplomatique. Il revient mourir à Rome en 1644. Il est inhumé comme ses frères dans la chapelle familiale de l'église San Carlo ai Catinari.